# Seneca Lake (New York)
Der Seneca Lake ist mit 173 km² der größte der Finger Lakes im US-Bundesstaat New York, sowie mit 188 m der tiefste vollständig in diesem Bundesstaat gelegene See (der Ontariosee ist tiefer, sein Nordufer liegt aber in Kanada). Er liegt auf einer Höhe von 135 m. Er entstand als Moränensee am Ende der letzten Eiszeit.
Der See wird als „Hauptstadt des Amerikanischen Seesaiblings“ bezeichnet und ist Austragungsort des „National Lake Trout Derby“. Wegen seiner Tiefe wurde der Seneca Lake zu U-Bootversuchszwecken genutzt.
Der Seneca Lake hat eine Länge von 61 km und ist damit der zweitlängste der Finger Lakes. Die beiden Hauptzuflüsse bilden der Catharine Creek am südlichen Seeende sowie der Abfluss des Keuka Lake. Der See wird zusätzlich von unterirdischen Quellen gespeist (29.520 m³/min). Diese sind für eine kontinuierliche Umwälzung des Seewassers verantwortlich und verhindern so ein Gefrieren der Seeoberfläche im Winter.
Der Seneca Lake fließt an seinem Nordende über den Seneca River ab.
Der Name des Sees rührt vom Indianerstamm der Seneca her. Am Nordende des Seneca Lake liegt die Kleinstadt Geneva. Am südlichen Seeende befindet sich der Ort Watkins Glen.
Aufgrund des milden Makroklimas am See wird an seinen Ufern Wein angebaut. Im Seneca-Lake-AVA-Weinbaugebiet gibt es über 50 Weinbetriebe.
Von 1900 bis 1923 wurde der See von der Elmira and Seneca Lake Railway erreicht.